# Episodi di The Millers (seconda stagione)
La seconda e ultima stagione della serie televisiva The Millers è stata trasmessa in prima visione assoluta negli Stati Uniti d'America da CBS dal 20 ottobre al 17 novembre 2014, dopodiché la serie venne cancellata e la produzione sospesa. La troupe ha voluto comunque girare l'undicesimo episodio che era in produzione al momento della cancellazione per consentire a tutti di ricevere il salario previsto per quella settimana. Il sesto episodio è stato trasmesso per la prima volta in Canada sul canale CTV il 24 novembre successivo, mentre i restanti cinque episodi sono stati proposti per la prima volta dal 14 gennaio all'11 febbraio 2015 sul canale Sud-africano M-Net. Gli ultimi episodi sono poi andati in onda anche sulla CBS nel mese di luglio 2015.
In Italia la stagione è stata trasmessa in prima visione dal 3 al 31 marzo 2015 dal canale Comedy Central su Sky; in chiaro i primi due episodi sono stati trasmessi il 3 e il 4 settembre 2015 su Rai 2, mentre i successivi sono stati trasmessi come tappabuchi tra l'autunno e l'inverno per poi concluderne la trasmissione il 23 aprile 2016.
| nº | Titolo originale                       | Titolo italiano                    | Prima TV USA     | Prima TV Italia |
| -- | -------------------------------------- | ---------------------------------- | ---------------- | --------------- |
| 1  | Movin' Out (Carol's Song)              | Il trasloco (La canzone di Carol)  | 20 ottobre 2014  | 3 marzo 2015    |
| 2  | Reunited and It Feels So Bad           | Matrimoni sbagliati                | 27 ottobre 2014  | 3 marzo 2015    |
| 3  | Give Metta World Peace a Chance        | Segnali di pace                    | 3 novembre 2014  | 10 marzo 2015   |
| 4  | You Are the Wind Beneath My Wings, Man | Specchio, specchio delle mie brame | 10 novembre 2014 | 10 marzo 2015   |
| 5  | CON-Troversy                           | CON-troversia                      | 17 novembre 2014 | 17 marzo 2015   |
| 6  | Papa Was a Rolling Bone                | La cena del Ringraziamento         | 24 novembre 2014 | 17 marzo 2015   |
| 7  | Highway to the Manger Zone             | Il presepe vivente                 | 14 gennaio 2015  | 24 marzo 2015   |
| 8  | Diggin' Up Bones                       | Vecchi rancori                     | 21 gennaio 2015  | 24 marzo 2015   |
| 9  | When the Pope Comes Marching In        | La sacra stuoia                    | 28 gennaio 2015  | 31 marzo 2015   |
| 10 | Louise Louise                          | Qualcosa da ricordare              | 4 febbraio 2015  | 31 marzo 2015   |
| 11 | Hero                                   | Eroe                               | 11 febbraio 2015 | 31 marzo 2015   |